# Būsh (ort)
Būsh är en ort i Egypten.   Den ligger i guvernementet Beni Suef, i den centrala delen av landet, 100 km söder om huvudstaden Kairo. Būsh ligger 31 meter över havet och antalet invånare är 86 608.
Terrängen runt Būsh är platt. Runt Būsh är det mycket tätbefolkat, med 1 754 invånare per kvadratkilometer. Närmaste större samhälle är Banī Suwayf, 8,7 km söder om Būsh. Trakten runt Būsh består till största delen av jordbruksmark.